# 亀口憲治
亀口 憲治（かめぐち けんじ、1948年2月 - ）は、日本の臨床心理学者。臨床心理士・家族心理士。専門は、臨床心理学・臨床心理システム論・家族心理学・家族療法。学位は、博士（教育心理学）。東京大学名誉教授、福岡教育大学名誉教授。国際医療福祉大学大学院教授。日本における家族療法の第一人者。
国際家族心理学会前会長、家族心理士・家族相談士資格認定機構理事長、システム心理研究所理事長。

## 経歴
- 1948年2月福岡県北九州市生まれ。
- 1975年に九州大学大学院博士課程単位修得退学し、九州大学教育学部助手。
- 1980年～1982年までフルブライト研究員としてニューヨーク州立大学心理学部で臨床研究に従事。
  - アッカーマン研究所教育部長のシーゲルより家族療法を学ぶ。
- 1995年に福岡教育大学教授、1996年に同大学附属教育実践研究指導センター長。
- 1998年より東京大学大学院教育学研究科教授。
- 2002年～2003年東京大学総長補佐。
- 2004年～2008年東京大学大学院教育学研究科臨床心理学コース主任、東京大学学生相談所長。
- 2008年より東京大学学生相談ネットワーク本部特任教授（企画室長）を務め、その他として家族心理士・家族相談士認定機構常務理事、NPO法人システム心理研究所代表を務める。
- 2011年～2022年国際医療福祉大学大学院 医療福祉学研究科 臨床心理学専攻主任及び赤坂心理・医療福祉マネジメント学部心理学科教授。

## 所属学会
- 日本心理臨床学会常任理事
- 日本家族心理学会常任理事
- 日本家族研究・家族療法学会関東地区評議員

## 主な著作

### 著書
- 『家族システムの心理学：〈境界膜〉の視点から家族を理解する』北大路書房 1992
- 『家族の問題：こころの危機と家族のかかわり』人文書院　1997
- 『現代家族への臨床的接近：家族療法に新しい地平をひらく』ミネルヴァ書房　1997
- 『家族のイメージ』システムパブリカ　2003
- 『家族療法的カウンセリング』（21世紀カウンセリング叢書）駿河台出版社　2003
- 『家族力の根拠』ナカニシヤ出版　2004
- 『家族心理学特論』改訂新版　放送大学　2010
- 『夏目漱石から読み解く「家族心理学」読論』福村出版　2011

## 共編著
- 『家族臨床心理学：子どもの問題を家族で解決する』東京大学出版会　2000
- 『臨床心理面接技法 3』誠信書房　2004
- 『心理療法ハンドブック』乾吉佑,氏原寛,成田善弘,東山絋久,山中康裕共編　創元社　2005
- 『家族療法（心理療法プリマーズ）』編著 ミネルヴァ書房　2006
- 『心理査定実践ハンドブック』氏原寛,岡堂哲雄,西村洲衞男,馬場禮子,松島恭子共編　創元社　2006
- 『臨床心理行為研究セミナー』至文堂　2006　「現代のエスプリ」別冊

### 翻訳
- リン・ホフマン『システムと進化：家族療法の基礎理論』朝日出版社、1986　
  - （Hoffman, L. (1981) Foundations of family therapy: A conceptual framework for systems change. New York : Basic Books）
- B.P.キーニー『即興心理療法 創造的臨床技法のすすめ』垣内出版　1992
- ゲルサー、マッケイブ、スミス-レズニック『初歩からの家族療法：ミラノ派家族療法の実践ガイド』監訳　誠信書房、1995
  - （Gelcer, E., McCabe, A. & Smith-Resnick, C. (1988) Milan family therapy : Variant and invariant methods. Northvale, N.J. : Aronson）
- ミニューチン、リー、サイモン『ミニューチンの家族療法セミナー：心理療法家の成長とそのスーパーヴィジョン』監訳 金剛出版、2000　
  - （Minuchin, S., Lee, W. & Simon, G. M. (1996) Mastering family therapy: Journeys of growth and transformation. New York : John Wiley & Sons）
- リン・ホフマン『家族療法学 その実践と形成史のリーディング・テキスト』監訳 中釜洋子,北島歩美,浜崎あえか共訳　金剛出版　2005
- ホフマン『家族療法の基礎理論：創始者と主要なアプローチ』朝日出版社、2006　
  - （Hoffman, L. (1981) Foundations of family therapy: A conceptual framework for systems change. New York : Basic Books）